# Ihr werdet weinen und heulen, BWV 103
Ihr werdet weinen und heulen, BWV 103 (Plorareu i us queixareu, i el món se n'alegrarà), és una cantata religiosa de Johann Sebastian Bach per al tercer diumenge després de Pasqua, estrenada a Leipzig el 22 d'abril de 1725.

## Origen i context
Aquest tercer diumenge després de Pasqua rep el nom de diumenge Jubilate en la litúrgia luterana, ja que la missa llatina comença amb Jubilate Deo omnis terra molt d'acord amb l'ambient de joia i alegria de la Pasqua. Crida l'atenció que el títol de la cantata sigui més aviat trist, fet que s'atribueix a l'evangeli del dia Joan (16, 16-23), que parla del pas de la tristesa a l'alegria, quan Jesús, en el Sant Sopar, anuncia als apòstols la seva marxa amb les paraules que intitulen la cantata “En veritat, en veritat us dic que plorareu i us doldreu, mentre que el món s'alegrarà”. El text, de Marianne von Zielgler, comença amb un versicle de l'evangeli de Sant Joan i acaba amb la novena estrofa de Barmherz’ger Vater Gott de Paul Gerhardt de 1653, i forma part del grup de cantates amb textos d'aquesta poetessa (vegeu BWV 68). Per a aquest diumenge es conserven dues cantates més, la BWV 12 i la BWV 146.

## Anàlisi
Obra escrita per a contralt, tenor, baix i cor; trompeta aguda, flautí, dos oboès d'amor, corda i baix continu. Consta de sis números.
1. Cor i arioso (baix): Ihr werdet weinen und heulen (Plorareu i us queixareu, i el món se n'alegrarà)
2. Recitatiu (tenor): Wer sollte nicht in Klagen untergehn (Com sinó, no ens hem d'enfonsar desolats)
3. Ària (contralt): Kein Arzt ist außer dir zu finden (No trobaré cap altre metge llevat Tu)
4. Recitatiu (contralt): Du wirst mich nach der Angst auch wiederum (Altrament, després de la meva angoixa)
5. Ària (tenor): Erholet euch, betrübte Sinnen (Refeu-vos, sentiments adolorits)
6. Coral: Ich hab dich einen Augenblick (Només va ser un sol instant)

El primer número comença amb una simfonia i conté dos blocs corals separats per un recitatiu del baix, ja s'hi exposen els dos temes dramàtics de l'obra, la tristesa dels apòstols i l'alegria del món en general. En un arioso la Vox Christi, interpretada com quasi sempre pel baix, acompanyada per tota l'orquestra canta la tristor dels deixebles i repeteix quatre vegades trauring (tristos), després es passa a l'expressió de la joia amb una vocalització de Freude (alegria) per les quatre veus del cor. El recitatiu de tenor, número 2, clou sobre la paraula Schmerzen (patiment) i dona pas a l'ària de contralt amb el flautí, que en interpretacions posteriors fou substituït pel violí o la flauta travessera, que destaca l'aflicció que neix de la desesperança. En el segon conjunt recitatiu-ària de la cantata, es canvien els papers i sobresurten els elements positius d'esperança i alegria; en el número 4, l'ària de contralt acaba de nou amb Freude. L'ambient de joia explota en l'ària de tenor, acompanyat per tota l'orquestra i la trompeta al so d'una fanfara i vocalitzacions llargues un altre cop sobre Freude, aquesta ària transforma el dolor en alegria. En el coral final, Jesús, ara protagonitzat pel cor, canta el text de Gerhardt indicat, adaptat a l'ús religiós per Joachim Magdeburg (1572); és un dels corals més senzills escrits per Bach. Té una durada aproximada d'un quart d'hora.

## Discografia seleccionada
- J.S. Bach: Das Kantatenwerk. Sacred Cantatas Vol. 6. Gustav Leonhardt, Knabenchor Hannover (Heinz Henning, director), Collegium Vocale Gent (Philippe Herreweghe, director), Leonhardt-Consort, Paul Esswood, Kurt Equiluz, Max van Egmond. (Teldec), 1994.
- J.S. Bach: The complete live recordings from the Bach Cantata Pilgrimage. CD 17: Schlosskirche, Altenburg; 14 de maig de 2000. John Eliot Gardiner, Monteverdi Choir, English Baroque Soloists, William Towers, Mark Padmore, Julian Clrakson. (Soli Deo Gloria), 2013.
- J.S. Bach: Complete Cantatas Vol. 14. Ton Koopman, Amsterdam Baroque Orchestra & Choir, Bogna Bartosz, Jörg Dürmüller, Klaus Mertens. (Challenge Classics), 2004.
- J.S. Bach: Cantatas Vol. 36. Masaaki Suzuki, Bach Collegium Japan, Robin Blaze, James Gilchrist, Dominik Wörner. (BIS), 2007.
- J.S. Bach: Church Cantatas Vol. 33. Helmuth Rilling, Gächinger Kantorei, Bach-Collegium Stuttgart, Doris Soffel, Peter Schreier, Walter Heldwein. (Hänssler), 1999.